# Ministère de l'Éducation (Burkina Faso)
Pour les articles homonymes, voir Ministère de l'Éducation.
 (avril 2023).
Le ministère de l'Éducation, de l'Alphabétisation et de la Promotion des langues nationales est un département ministériel du gouvernement au Burkina Faso.

## Description

### Siège
Le ministère chargé de l'Éducation a son siège à Ouagadougou.

### Attributions
Le ministère est chargé de l'exécution de la politique du gouvernement pour l'Éducation, l'Alphabétisation et la Promotion des langues nationales .

### Ministres
Depuis le 25 octobre 2022, Joseph André Ouédraogo est le ministre de l'Éducation nationale, de l’Alphabétisation et de la Promotion des Langues nationales.